# Park Mitte Altona
Der Park Mitte Altona ist eine Parkanlage im Hamburger Stadtteil Altona-Nord. Der Park wurde auf dem Gelände des ehemaligen Güterbahnhofs Altona angelegt und bildet das Zentrum des neugeschaffenen Quartiers Mitte Altona. 2019 wurde der erste Bauabschnitt des Parks eingeweiht. Mit einer Fläche von knapp 3 Hektar handelt es sich um einen eher kleinen Park, der von siebengeschossigen Wohnblöcken eingerahmt wird. Architektonisches Wahrzeichen des Parks ist das entkleidete Stahlskelett der ehemaligen Güterhalle.

## Lage und Gestaltung
Der Bezirk Altona wird in seinem innerstädtischen Bereich durch die Hamburg-Altonaer Verbindungsbahn in zwei Teile geteilt: östlich der Verbindungsbahn und damit zentrumsnäher liegen Altona-Nord und Altona-Altstadt, westlich Bahrenfeld und Ottensen. Der Park Mitte Altona liegt am Westrand von Altona-Nord und grenzt direkt an die Gleisanlagen der Verbindungsbahn. Zu dieser Eisenbahnstrecke gehört ein denkmalgeschützter Wasserturm, der vom Park aus gut sichtbar ist.
Der Park wird im Norden von der Fußgängerzone Emma-Poel-Straße begrenzt. Die Straße An der Kleiderkasse im Süden des Parks ist eine wenig befahrene Erschließungsstraße für das Wohngebiet, die als Sackgasse vor dem Schienen endet. Nur die Harkortstraße auf der Ostseite des Parks weist auch Durchgangsverkehr auf.
Der Park ist etwa 2,4 ha groß, in dieser Fläche sind etwa 7000 m² für einen öffentlichen Kinderspielplatz enthalten. Einschließlich der begleitenden Parkpromenaden ist der Park 2,7 Hektar groß.
Im Park befindet sich ein größerer Spielplatz nördlich des Gebäudes der Alten Kleiderkasse (Harkortstraße 95). In diesem sanierten Gebäude sind ein Restaurant und eine Kita ansässig. Das Wahrzeichen des Parks ist das Stahlskelett der ehemaligen Güterhalle. Darum sind Sportflächen angeordnet, die von der angrenzenden Stadtteilschule Altona genutzt werden können.
Am Nordrand des Parks befinden sich bühnenartige Stufen, die Senke davor bildet gleichzeitig ein Rückhaltebecken für Starkregenfälle. Der Park ist mit Ahornsorten aus verschiedenen Regionen der Welt bepflanzt.

## Geschichte
Der Masterplan für das Quartier Mitte Altona stammt vom Hamburger Architekten André Poitiers und arbos Freiraumplanung, die 2010 den städtebaulichen und landschaftsplanerischen Realisierungswettbewerb gewannen. In diesem Plan waren die Umrisse des Parks bereits vorgesehen. 2013 fand ein Architekturwettbewerb für die Gestaltung des Parks statt, an dem zwölf Landschaftsarchitektur-Büros teilnahmen. Gewinner des Wettbewerbsverfahrens war das Schweizer Büro Rotzler Krebs und Partner.
In einem städtebaulichen Vertrag von Ende 2013 verpflichteten sich die Eigentümer, die Bodenherrichtung auf eigene Kosten durchzuführen und das Grundeigentum am geplanten Park unentgeltlich auf die Stadt Hamburg zu übertragen. Für die Herstellung des Parks und dessen Unterhaltungskosten für 15 Jahre wurden 4,43 Mio. Euro budgetiert. Dazu sollte die Stadt Hamburg laut Vertrag einen Anteil von 1,3 Mio. Euro und die Eigentümer 3,13 Mio. Euro beisteuern.
Nach Überarbeitung durch die Architekten wurde der Entwurf 2016 erstmals öffentlich vorgestellt. 2018 begann die Anlage des Parks, der im Oktober 2019 im ersten Bauabschnitt fertiggestellt war. 2021 wurde der Park mit dem Deutschen Landschaftsarchitektur-Preis in der Kategorie „Wohnumfeld“ ausgezeichnet.